# Hans Röhwer
Hans Friedrich Röhwer (* 5. Dezember 1915 in Altona; † 31. Oktober 1995 in Saarbrücken) war ein deutscher SS-Hauptsturmführer und kaufmännischer Angestellter. Röhwer war an der ersten Massenermordung von Juden nach der deutschen Besetzung Italiens im September 1943 im sogenannten Massaker vom Lago Maggiore durch die Waffen-SS beteiligt. 1968 wurde er deswegen zu einer lebenslangen Freiheitsstrafe verurteilt. Das Urteil wurde zwei Jahre später jedoch wegen Verjährung wieder aufgehoben.

## Leben

### Jugend und erste Kriegsjahre
Hans Röhwer wuchs in Altona auf. Er war das zweite von vier Kindern eines Büroangestellten. Seine um ein Jahr ältere Schwester kam 1944 bei einem Bombenangriff ums Leben. Von 1926 an besuchte Röhwer die Oberrealschule Altona. Nach seinem bestandenen Abitur im März 1935 bemühte er sich zunächst vergeblich um eine Aufnahme bei der Polizei. Auch der Versuch, eine militärische Laufbahn bei der Wehrmacht einzuschlagen, schlug fehl.
Am 1. April 1935 wurde er schließlich bei der SS-Verfügungstruppe in Hamburg aufgenommen (SS-Nummer 282.122). Am 1. November 1937 beantragte er die Aufnahme in die NSDAP und wurde rückwirkend zum 1. Mai desselben Jahres aufgenommen (Mitgliedsnummer 5.180.682). Von Oktober 1937 an besuchte er die SS-Junkerschule Bad Tölz. Nach seiner einjährigen Ausbildung wurde Röhwer 1938 als SS-Oberjunker zur SS-Standarte „Der Führer“ nach Graz verlegt. Im November 1938 erfolgte seine Beförderung zum Untersturmführer. Als SS-Offizier wurde er anschließend Zugführer und Ausbilder, unter anderem in Berlin und Prag. Im Zuge des Westfeldzuges kam er im Juni 1940 mit einer Marschkompanie zur Leibstandarte SS Adolf Hitler (LSSAH). Laut den Prozessakten wurde sein Eintritt zur LSSAH allerdings erst zum 1. September 1940 in seiner Personalakte festgehalten. Im November 1940 wurde Röhwer zum Obersturmführer befördert. Während seiner Zeit in Frankreich lernte er in Metz seine aus Saarbrücken stammende Frau kennen, die er im Oktober 1942 heiratete. Aus der Ehe ging eine Tochter hervor.
1941 nahm Röhwer als Zugführer zunächst am Balkanfeldzug und später am Überfall auf die Sowjetunion teil. Während des Ostfeldzuges wurde er 1941 zweimal verwundet. Nach dem Abzug der LSSAH aus Russland im Sommer 1942 wurde Röhwer in Frankreich im Zuge der Auffrischung und der Neugliederung des Verbandes zur Division zum Kompaniechef der 3. Kompanie des I. Bataillons des Panzer-Grenadier-Regiments 2 ernannt. Im November 1942 wurde er zum Hauptsturmführer befördert. Nach der Rückkehr an die Ostfront wurde er in der Schlacht um Charkow im Februar/März 1943 zum dritten Mal verwundet und musste sein Kommando abgeben. Im Frühjahr 1943 kehrte er nach seiner Genesung nach Russland zurück und übernahm das Kommando über ein Feldersatzbataillon.

### Massaker vom Lago Maggiore
Ende Juli 1943 wurde die SS-Panzergrenadier-Division Leibstandarte Adolf Hitler schrittweise von der Ostfront nach Italien verlegt, nachdem die Alliierten am 10. Juli 1943 in der Operation Husky auf Sizilien gelandet waren und zwei Wochen später, am 25. Juli 1943, Mussolini gestürzt wurde. Mit der Verlegung nach Italien wurde die stark dezimierte Division, die Anfang Juli 1943 an der Panzerschlacht um Kursk teilgenommen hatte, erneut aufgefrischt und umstrukturiert. Röhwer hatte zu dem Zeitpunkt das stellvertretende Bataillonskommando des von Hauptsturmführer Hans Becker befehligten I. Bataillons des Panzer-Grenadier-Regiments 2 übernommen. Am 5. August 1943 traf das Panzer-Grenadier-Regiment 2 als Vorauskommando der Division im oberitalienischen Verona ein. Laut Prozessakten wurde der Truppe auferlegt, sich gegenüber der Bevölkerung zurückhaltend zu verhalten und keine Gewaltakte zu begehen. Bei Zuwiderhandlungen wurden harte Strafen angedroht.
Anfang September wurde die Lage immer undurchsichtiger. Einen Tag nach der Verkündung der Kapitulation Italiens am 8. September 1943 wurde dem zwischen Reggio Emilia und Correggio stehenden Regiment der Befehl zur Entwaffnung der italienischen Truppen erteilt. Röhwer befand sich seit dem 7. September mit dem I. Bataillon in Verona und hatte das Kommando des im Urlaub befindlichen Becker übernommen. Er leitete dort die Entwaffnungsaktion, gegen die die italienischen Truppen nur geringen Widerstand leisteten. Das Bataillon hatte einen Toten und 14 Verwundete zu verzeichnen. Am 12. September wurde mit der Verlegung des Bataillons an das Westufer des Lago Maggiore begonnen. Der Großteil des Bataillons erreichte den See in der Nacht vom 13. auf den 14. September. Das nach wie vor unter dem Befehl von Röhwer stehende Bataillonskommando wurde in Baveno aufgeschlagen.
Am 15. September 1943 wurden mehrere jüdische Personen an verschiedenen Orten am Westufer des Sees inhaftiert. Laut Prozessakten wurde die Aktion vom stellvertretenden Bataillonskommandanten, Hauptsturmführer Hans Röhwer, dem Kompaniechef der 3. Kompanie und Ortskommandanten von Stresa, Obersturmführer Hans Walter Krüger, dem Kompaniechef der 5. Kompanie und Ortskommandanten von Baveno, Obersturmführer Herbert Schnelle, und möglicherweise noch von anderen Personen zu einem unbekannten Zeitpunkt und aus unbekannten Gründen beschlossen. Laut Zeugenaussagen verhörte Röhwer am Nachmittag des 15. September die zuvor verhaftete Carla Caroglio. Röhwer warf der Frau, die sich wenige Stunden zuvor einen Wortwechsel mit einigen SS-Männern geliefert hatte, vor, Jüdin zu sein. Auf seinen Befehl hin wurde sie fortgeführt. Kurz danach verlieren sich ihre Spuren. Ihr weiteres Schicksal ist unbekannt. Offiziell erscheint sie unter den 14 Opfern, die von der SS in Baveno getötet wurden. Einige Tage nach dem Verhör wurde an der Mündung des Toce die Leiche einer Frau gefunden, die möglicherweise Carla Caroglio war.
Bataillonsangehörigen, die seiner Ansicht nach die Befehle zu lasch ausführten, drohte Röhwer, sie wegen Befehlsverweigerung vor ein Kriegsgericht zu stellen. Später beschwerte er sich in der Sache sogar beim Divisionskommandeur Oberführer Theodor Wisch. Zwischen dem 19. und dem 22. September 1943 wurde bei einer Bataillonssitzung in Baveno unter Anwesenheit aller Kompaniechefs beschlossen, die verhafteten Juden zu liquidieren. Nicht geklärt werden konnte, von wem der Vorschlag ausging. Die Leichen sollten im See versenkt werden. Ob Röhwer am Tag der ersten Erschießungen am 22. September 1943 das Bataillon noch führte, konnte nicht eindeutig geklärt werden.
Nach Carlo Gentile hatten die Angehörigen der Waffen-SS mit ihrer Aktion am Lago Maggiore bei weitem ihre Zuständigkeiten überschritten. Als Folge davon erließ Obergruppenführer Paul Hausser am 7. Oktober 1943 den ausdrücklichen Befehl, die wilden Verhaftungen und die nicht autorisierte Beschlagnahmung jüdischen Eigentums einzustellen.

### Kriegsende und Nachkriegszeit
Nach der Rückverlegung der LSSAH an die Ostfront im Oktober 1943 übernahm Röhwer wieder das Kommando des Feldersatzbataillons. Im Dezember 1943 wurde ihm in Stellvertretung des abkömmlichen Bataillonskommandeurs Becker erneut das Kommando über das I. Bataillon des Panzer-Grenadier-Regiments 2 anvertraut. Wegen einer weiteren Verwundung musste er das Kommando aber nach wenigen Tagen wieder abgeben. Wieder genesen, kehrte er an die Ostfront zurück, fiel aber im Frühjahr 1944 nach seiner insgesamt fünften Verwundung erneut aus. Nach seiner Genesung kam er zu keinem weiteren Fronteinsatz mehr. Bis April 1945 war er Ausbilder in der SS-Panzer-Grenadier-Schule Kienschlag in Böhmen. Nach Kriegsende schlug er sich in Richtung Westen durch und geriet in US-amerikanische Kriegsgefangenschaft, aus der er 1948 entlassen wurde.
Anschließend ließ Röhwer sich in der Heimatstadt seiner Frau in Saarbrücken nieder und verdingte sich mit Gelegenheitsjobs. Ab 1949 arbeitete er als Vertreter und war als solcher ab 1953 ständig in der Arzneimittelbranche tätig. Die Strafverfolgungsbehörden in der Bundesrepublik interessierten sich zunächst nicht für ihn und die Geschehnisse am Lago Maggiore. Die anglo-amerikanische Untersuchungskommission über Kriegsverbrechen hatte dagegen bereits seit November 1944 Kenntnis von den Ereignissen. Auf italienischer Seite holten die Carabinieri in Arona im August 1945 Zeugenaussagen bezüglich der Vorgänge in Meina ein. Ab 1946 verfolgte die italienische Militärstaatsanwaltschaft den „Fall Lago Maggiore“, auch mit Hilfe der anglo-amerikanischen Akten. 1947 stellte die zuständige italienische Militärstaatsanwaltschaft in Turin einen Auslieferungsantrag, um Anklage gegen die mutmaßlichen Täter am Massaker in Meina stellen zu können, darunter Hans Walter Krüger. Nachdem der Antrag im Sand verlaufen war, wurde das Verfahren 1949 eingestellt und die Akten verschwanden im sogenannten Schrank der Schande. Dort tauchten sie erst 1994 wieder auf.
Auch Röhwer wurde bereits 1948 von seinem ehemaligen italienischen Dolmetscher in Baveno bei den italienischen Behörden angezeigt. Auch diese Anzeige verlief im Sand. 1959 wurde bei der ein Jahr zuvor gegründeten Zentralen Stelle der Landesjustizverwaltungen zur Aufklärung nationalsozialistischer Verbrechen eine anonyme Anzeige bezüglich der Ereignisse am Lago Maggiore gegen Unbekannt eingebracht. Die Untersuchungen verliefen zunächst stockend, weil man auf eine Mauer des Schweigens stieß. Erst 1961 gelang es, die im September 1943 am Lago Maggiore stationierte Einheit der LSSAH eindeutig festzulegen. Die Ermittlungen erfuhren 1963 eine wesentliche Beschleunigung, nachdem die deutsche Justiz im Zuge der Ermittlungen um Theodor Saevecke in Mailand Informationen über genauere Einzelheiten der Ereignisse erhalten hatte. Über die italienischen Justizbehörden wurden anschließend Zeugenaussagen gesammelt. Bei der Auffindung der Zeugen half wesentlich das Dokumentationszentrums jüdischer Zeitgeschichte in Mailand.
Am 24. Oktober 1964 wurde Röhwer auf Anordnung des Amtsgerichtes Osnabrück in Untersuchungshaft genommen. Nach über dreijähriger Untersuchungshaft begann am 9. Januar 1968 die Hauptverhandlung am Landgericht Osnabrück. Neben Röhwer waren noch vier weitere Bataillonsangehörige, nämlich Hans Krüger, Herbert Schnelle, Oskar Schultz und Ludwig Leithe, angeklagt. Während der Verhandlung behauptete Röhwer, keinen Befehl zur Tötung der Juden gegeben zu haben, und nicht einmal etwas von den Judenerschießungen gehört zu haben. Nach 61 Verhandlungstagen wurde Hans Röhwer am 5. Juli 1968 zusammen mit Hans Krüger „wegen gemeinschaftlichen Mordes begangen in gleichartiger Tateinheit an 22 Menschen“ zu einer lebenslangen Freiheitsstrafe verurteilt.
Röhwer und die anderen Angeklagten legten Revision gegen das Urteil ein. Am 17. März 1970 hob der 5. Strafsenat des Bundesgerichtshofes das Urteil wegen Verjährung auf. In der Urteilsbegründung berief sich das Gericht auf die noch 1943 vom Divisionskommandeur Wisch eingeleitete Untersuchung und das anschließende von zwei Divisionsrichtern eingeleitete Verfahren. Da die Gründe für die damalige Niederschlagung oder Einstellung des Verfahrens wegen der Kriegswirren nicht nachgewiesen werden konnten, sei keine Hemmung der Verjährung eingetreten. Nozza äußert den Verdacht, dass die Untersuchungen der Divisionsrichter von vornherein nicht auf die strafrechtliche Verfolgung der Täter ausgerichtet waren, sondern vielmehr der Verschleierung der Tat dienten, indem man sie zur Geheimen Reichssache erklärte.